# Rocksjöns naturreservat
Rocksjöns naturreservat är ett 2010 bildat kommunalt naturreservat inom den historiska Jönköpings stads område i Jönköpings kommun. Rocksjön år en lagunsjö och utgör med omgivande kärr en rest av ett sjö- och våtmarkspräglade deltaland.
Klarvattensjön Rocksjön med omgivning omfattar 78 hektar. Utöver sjön omfattas våtmark och sumpskog. Det omfattar hela vattenytan i sjön samt strandområden öster, söder och väster om sjön. På västra och norra sidorna av sjön ligger omedelbart utanför reservatsgränsen parkerna Kålgårdsparken, John Bauers park och Knektaparken samt Rocksjöbadet. Områdena vid sjön består av våtmarker och sumpskogar med ett rikt djur- och växtliv.
År 1928 fridlystes en del av våtmarksområdet mellan Rocksjön och Munksjön för sitt rika fågelliv. Våtmarkerna präglades då av öppenhet och hävd med åkrar, betesmarker och slåtterhävdade starrmader. I början av 1930-talet samtidigt påbörjades en utfyllnad av en del av de forna våtmarkerna söder om Rocksjön, Rocksjö mosse, för anläggandet av Jönköpings flygfält, men en viss öppenhet bestod dock ända in på 1950-talet.
Rocksjön har ett mycket rikt fågelliv med ett 50-tal häckande arter, till exempel sävsparv, rörsångare och kärrsångare i vassområdena. I naturreservatet finns ett fågeltorn, vilket står på Kalmarudden vid västra stranden.
Av speciella växter märks höstspira, Pedicularis palustris ssp. opsiantha, som är en underart till kärrspira, och svampen trollhand Hypocreopsis lichenoides. Rocksjöns naturreservat  är också en biologisk hotspot med till exempel kärrspindel (Dolomedes fimbriatus), snäckjordlöpare (Cychrus caraboides) och citronfläckad kärrtrollslända (Leucorrhinia pectoralis).
Det finns en promenadväg runt hela Rocksjön. Dessutom är sjön ett träningsområde för kanotister.
Sedan 1930-talet pumpas vatten från Vättern in i Rocksjön via Liljeholmskanalen i norr för att öka vattenomsättningen. En viss hävd har återupptagits.